# Данел (Минесота)
Данел (енгл. Dunnell) град је у америчкој савезној држави Минесота.

## Демографија
По попису из 2010. године број становника је 167, што је 30 (-15,2%) становника мање него 2000. године.
| Група             | 2000.       | 2010.       |
| Белци             | 195 (99,0%) | 161 (96,4%) |
| Афроамериканци    | 0 (0,0%)    | 0 (0,0%)    |
| Азијати           | 0 (0,0%)    | 0 (0,0%)    |
| Хиспаноамериканци | 0 (0,0%)    | 3 (1,8%)    |
| Укупно            | 197         | 167         |